# بیلینگز (میزوری)
بیلینگز (به انگلیسی: Billings) یک شهر در ایالات متحده آمریکا است که در شهرستان کریستین، میزوری واقع شده‌است. بیلینگز ۲٫۳۱ کیلومتر مربع مساحت و ۱٬۰۳۵ نفر جمعیت دارد و ۴۱۷ متر بالاتر از سطح دریا قرار دارد.